# Markus Lončar
Markus Lončar (Livno, 8 aprile 1996) è un cestista bosniaco con cittadinanza croata.

## Carriera

### Club
Nel maggio 2020 ha ufficializzato il suo passaggio dal club croato del Zabok alla polacca Astoria Bydgoszcz firmando un contratto biennale.

## Palmarès

### Club
- Campionato croato: 1

Cedevita: 2016-17
- Campionato bosniaco: 1

Široki: 2018-19
- Coppa di Croazia: 1

Cedevita: 2017